# Présomption
 (avril 2015).
Si vous disposez d'ouvrages ou d'articles de référence ou si vous connaissez des sites web de qualité traitant du thème abordé ici, merci de compléter l'article en donnant les références utiles à sa vérifiabilité et en les liant à la section « Notes et références ».
La présomption est parfois définie comme étant une opinion ou une projection fondée seulement sur des apparences. Elle équivaut à une supposition ou à un soupçon. Toutefois, cette définition ne rend pas compte de toutes les présomptions. C'est aussi un genre de prétention, de suffisance, c'est comme une opinion trop avantageuse que l'on a de soi-même.

## Droit par pays

### Droit français
En droit français,  une présomption est un mécanisme probatoire par lequel la preuve d'un fait inconnu est déduite d'un ou plusieurs faits connus à la fonction probatoire incidente, c'est-à-dire, faits qui n'ont pas été réalisés dans un but probatoire. 
Le droit pénal connaît la présomption d'innocence. Certaines personnes disent que, lorsqu'on parle d'un « coupable présumé » (violeur présumé, tueur présumé, etc.), on préjuge de la culpabilité de la personne, ce qui serait illégal[réf. nécessaire]. En réalité, il s'agit d'un abus de langage, on devrait plutôt parler de présupposé d'innocence.

### Droit québécois (Canada)
En droit québécois, les présomptions sont régies par l'article 2847 du Code civil du Québec. Entre autres, l'alinéa 2 décrit la présomption simple qui « peut être repoussée par une preuve contraire ».